# باول سوتون
باول سوتون (بالإنجليزية: Paul Sutton)‏ هو ممثل أمريكي، ولد في 14 مايو 1910 في ألباكركي في الولايات المتحدة، وتوفي في 31 يناير 1970 في فيرندال في الولايات المتحدة.

## وصلات خارجية
- باول سوتون على موقع IMDb (الإنجليزية)
- باول سوتون على موقع قاعدة بيانات الفيلم (الإنجليزية)